# Józef Ziabicki
Józef Teofil Ziabicki (ur. 13 listopada 1871 w  Ataszanach (powiat rzeżycki guberni witebskiej), zm. 22 sierpnia 1958 w Wądzyniu) – polski inżynier, menedżer i dyplomata, wolnomularz.

## Życiorys
Syn Teofila i Augusty z Kozłowskich. Ukończył gimnazjum w Dyneburgu (1891) i Instytut Technologiczny w Petersburgu (1896). Rozpoczął pracę w rosyjskim przemyśle olejowym. W latach 1897–1901 pracował w fabryce olejowej „A. Żukow” w Petersburgu, a następnie do 1907 był przedstawicielem oddziału maszyn olejarskich Zakładów Putiłowskich. Od 1908 do 1914 był: kierownikiem budowy, organizatorem, dyrektorem i przedstawicielem generalnym fabryki maszyn olejarskich w Taganrogu. W latach 1900–1912 był również redaktorem i wydawcą fachowego miesięcznika Wiestnik Żirowoj Promyszlennosti. Od 1913 do 1917 był dyrektorem petersburskiej spółki akcyjnej „Kontakt”. W latach 1915–1918 wiceprezes petersburskiego oddziału Polskiego Towarzystwa Pomocy Ofiarom Wojny, współpracował z Polską Organizacją Wojskową.
Od 1 maja do 1 grudnia 1918 był delegatem rządu Królestwa Polskiego (od listopada 1918 niepodległej Rzeczypospolitej) w Helsinkach. Również tam współpracował z POW, głównie w zakresie organizacji nielegalnych przejazdów i przesyłania poczty. Od 1 grudnia 1918 do 1920 był szefem sekcji w centrali Ministerstwa Spraw Zagranicznych w Warszawie, następnie do 1925 r. ministrem pełnomocnym ad personam w stanie rozporządzalności. Jednocześnie w latach 1924–1925 ekspert przemysłowy na zlecenie Banku Gospodarstwa Krajowego. 
W latach 1926–1927 radca handlowy w poselstwie RP w Moskwie, po czym ostatecznie opuścił służbę dyplomatyczną. W latach 1928–1929 i 1933–1934 dyrektor polsko-sowieckiej spółki akcyjnej Sowpoltorg w Moskwie. Od 1935 do 1937 był jednocześnie dyrektorem spółki akcyjnej „Zetwest” oraz oddziału rafinacyjnego w fabryce Woytona w Toruniu. Od 1938 do wybuchu II wojny światowej pracował jako dyrektor spółki akcyjnej „Gercus”.
Po wojnie osiedlił się we wsi Wądzyn w powiecie brodnickim, gdzie zmarł. Autor obszernych pamiętników.
W 1899 ożenił się z Marią Sadowską.

## Ordery i odznaczenia
- Krzyż Walecznych (dwukrotnie – 1922)[3]
- Medal Niepodległości (16 marca 1937)[4]
- Order Krzyża Wolności (Finlandia)[1]